# Degeberga Traktor och Motorträff
Degeberga Traktor och Motorträff är en årlig utställning av äldre maskiner i hembygdsparken i Degeberga i östra Skåne i juli, som arrangeras av Traktorvännerna och Gärds Härads Hembygdsförening. Träffen är en återstart och en fortsättning på Tändkuledagarna, som arrangerades på samma plats fram till 2011. Föreningen Tändkulans Vänner arrangerade 1994 de första Tändkuledagarna i Degeberga hembygdspark. De följande två åren (1995 och 1996) ägde utställningen rum på Ovesholms slott men från 1997 arrangerades evenemanget i hembygdsparken. Gärds härads hembygdsförening stod som medarrangör även för Tändkuledagarna.
Motorintresserade från Sverige och ibland från utlandet forslar sina fordon och maskiner till utställningsområdet och uppvisar dem i drift. Bland utställda föremål har funnits såväl gamla maskiner och fordon som nybyggen. En huvudattraktion är veterantraktorer, som uppvisats till ett antal av 100–120. Andra utställningsobjekt är ångmaskiner, transportfordon, lokomobiler, tändkulemaskiner, Degebergas brandbil från 1940, och motorsågar.
Degeberga Traktor och Motorträff har arrangerats med nuvarande två arrangörer sedan 2016. Träffen ställdes in 2020 och 2021 på grund av den då rådande coronaviruspandemin.